# Curling nos Jogos Olímpicos de Inverno de 1924
O curling nos Jogos Olímpicos de Inverno de 1924 foi disputado por equipes masculinas vindas da Grã-Bretanha, da França e da Suécia. Uma equipe da Suíça se inscreveu, mas não chegou a disputar a competição.
Durante muitos anos essa edição foi considerada como esporte de demonstração, sem contar para o quadro oficial de medalhas. Em 2006 o Comitê Olímpico Internacional reconheceu a edição de 1924 como oficial após intensa investigação feita pelo jornal escocês The Herald.

## Medalhistas
|  | GBR Grã-Bretanha |  | SWE Suécia |  | FRA França                                                                                  |
|  | William Jackson Robin Welsh Thomas Murray Laurence Jackson T. S. Robertson-Aikman John McLeod William Brown D. G. Astley |  | Johan Petter Åhlén Carl August Kronlund Ture Ödlund Carl Wilheim Petersén Carl-Axel Pettersson Erik Severin Karl-Erik Wahlberg Victor Wetterström |  | Henri Cournollet Georges André Armand Bénédic Jacques Canivet Robert Planque Henri Aldebert |

## Resultados
| 28/01 | SWE Suécia       | 19-10 | França FRA |
| 29/01 | GBR Grã-Bretanha | 38-7  | Suécia SWE |
| 30/01 | GBR Grã-Bretanha | 46-4  | França FRA |

| Classificação    | Classificação | Classificação | Classificação |
| Equipe           | J             | V             | D             |
| ---------------- | ------------- | ------------- | ------------- |
| GBR Grã-Bretanha | 2             | 2             | 0             |
| SWE Suécia       | 2             | 1             | 1             |
| FRA França       | 2             | 0             | 2             |

### Disputa da prata
| 28/01 | SWE Suécia | 18-10 | França FRA |